# Котова, Ирина Михайловна
Ирина Михайловна Котова (17 ноября 1976, Минск) — белорусская и французская художница, график, живописец.

## Биография
В 1996—2002 годы обучалась на кафедре графики Белорусской государственной академии искусств в Минске.
В 2003—2007 годы обучалась в Свято-Сергиевском богословском институте в Париже (Диплом, Licence
В 2007—2009 годы обучался в научно-исследовательском институте Сорбонны (EPHE) в Париже, кафедра истории искусств (Диплом, Master)

## Персональные выставки
- 2005 при поддержке Православной Церкви в Америке, Чарльстон (Южная Каролина), Соединённые Штаты Америки.
- 2006 Посольство Республики Беларусь во Франции, Париж.
- 2010—2011 Национальный художественный музей Республики Беларусь, Минск[1].
- 2011 Белорусская государственная академия искусств[2], Минск.
- 2012 Российский центр науки и культуры в Париже[3][4].
- 2013—2014: галерея сайта Orthodoxie.com в Париже, «От Воплощения к Воскресению»[5][6].
- 2014: Национальный историко-культурный музей-заповедник «Несвиж», «Путешествие из Парижа в Несвиж»[7][8].
- 2018 Посольство Республики Беларусь во Франции, Париж [9].
- 2018 Почетное консульство Республики Беларусь во Франции, Биарриц [10].

## Выставка-дуэт
- 2013—2014: галерея Русский Мир в Париже, «Крылья Рождества»[11], совместно с Маргаритой Котовой.

## Групповые выставки
- 1991 выставка в Kиноцентре на Красной Пресне, Москва, Россия
- 1995/1996 Международная выставка, организованная Канадским фондом помощи жертвам Чернобыля, la Maison du Citoyen, Халл (Квебек), Канада
- 2000 Республиканская выставка «Мастак і кніга», Дворец искусств в Минске, Беларусь
- 2000 симпозиум по рисунку «2000' Студыюм», Белорусская государственная академия искусств, Минск
- 2003 Международная выставка «Alberobello Arte editione 2003», Альберобелло, Италия
- 2003 3-й Международный художественный салон, Сартрувиль, Франция
- 2004 4-й Международный художественный салон, Сартрувиль, Франция
- 2006 5-й Международный художественный салон, Сартрувиль, Франция
- 2006 Посольство Республики Беларусь во Франции, Париж
- 2006 Республиканская молодёжная выставка, Дворец искусств в Минске, Беларусь
- 2009 Международная выставка, галерея Дворца Республики в Минске, Беларусь
- 2011 Национальная библиотека Республики Беларусь[12][13] в Минске
- 2013 Международная выставка «Добро пожаловать в Центральную и Восточную Европу. Без клише» в художественной галерее «D.E.V.E. Gallery» в Брюгге, Бельгия[14]
- 2018 выставка преподавателей художественных мастерских г. Круасси-сюр-Сен, Франция
- 2018 выставка художников белорусской диаспоры в Посольстве Республики Беларусь, Париж
- 2019 выставка преподавателей художественных мастерских г. Круасси-сюр-Сен, Франция

## Дни открытых дверей мастерских художников
- 2016 Дни открытых дверей мастерских художников г. Круасси-сюр-Сен, Франция
- 2017 Дни открытых дверей мастерских художников г. Круасси-сюр-Сен, Франция
- 2018 Дни открытых дверей мастерских художников г. Круасси-сюр-Сен, Франция[15]
- 2019 Дни открытых дверей мастерских художников г. Круасси-сюр-Сен, Франция

## ПерформансВечность мгновения
10 января 2014 года в концертном зале Иоанна XXIII в Париже состоялась первая презентация интерактивного литературно-музыкально-художественного перформанса «Вечность мгновение», созданного совместно с французским писателем Кристофом Левалуа и французским пианистом и композитором белорусского происхождения Кириллом Заборовым..

## Книжные иллюстрации
Ирина Котова проиллюстрировала новую англоязычную версию книги Беседа преподобного Серафима Саровского с Н. А. Мотовиловым, опубликованную в 2010 году в Лондоне.

## Презентации, репортажи, документальный фильм
- 2009 Творчество белорусской художницы Ирины Котовой было представлено в докладе[22] французского писателя и публициста Кристофа Левалуа в Национальном институте истории искусств в Париже.
- 2010 Репортаж с открытия выставки Ирины Котовой в Национальном художественном музее Республики Беларусь[23] был подготовлен Белтелерадиокомпанией специально для выпуска новостей Первого национального канала Беларуси.
- 2010 Документальный фильм Воображаемый Париж[24] (Белтелерадиокомпания, режиссёр Сергей Катьер). На VII Международном Сретенском православном кинофестивале «Встреча», который проходил с 17 по 22 февраля 2012 года в четырёх городах Калужской области (Россия), фильм Воображаемый Париж был удостоен приза мэра г. Обнинска[25]. Также фильм Воображаемый Париж стал лауреатом XXI Международного кинофорума «Золотой Витязь», проходившего 22-31 мая 2012 года в Омской области: приз «Бронзовый Витязь» в номинации «Короткометражные документальные фильмы»[26].
- 2014 1 марта в эфир телеканала Беларусь 1 вышла программа Існасць[27], посвященная творчеству белорусской художницы Ирины Котовой[28].

## Издание
- 2010 Альбом произведений Ирины Котовой Воображаемый Париж (фр. Paris imaginaire,бел. Уяўны Парыж)[29] на трёх языках (русском, французском и белорусском) был подготовлен и издан совместно с французским писателем Кристофом Левалуа при участии Министерства культуры Республики Беларусь, Посольства Республики Беларусь во Франции и Посольства Франции в Беларуси, а также Белорусского союза художников (Минск, ISBN 985-689-339-9)[30].

## Стиль
Евгений Шунейко — кандидат искусствоведения, доцент БГАИ, отмечает лаконичный артистизм изобразительного языка Ирины Котовой. Также он особо пишет о серии Воображаемый Париж и об её авторе: «Она [Ирина Котова] не занимается документальной констатацией того или иного увиденного ею мотива, а передает его четкую образную особенность, ассоциативную многоплановость. В этом смысле её произведения воспринимаются как живое продолжение замечательных традиций демократического французского искусства XIX — первой половины XX в., связанных с незабываемым творчеством импрессионистов, постимпрессионистов, символистов, экспрессионистов, среди которых — К. Моне, К. Писарро, В. Ван Гог, П. Боннар, А. Марке, М. Утрилло, М. Шагал, Х. Сутин, M. Кикоин и др. (…) Её живые и выразительные произведения, выполненные на одном дыхании, уже нашли широкое признание среди парижских ценителей и коллекционеров современного искусства.»